# Condado de Franklin (Carolina do Norte)
O Condado de Franklin é um dos 100 condados do estado americano da Carolina do Norte. A sede do condado é Louisburg, e sua maior cidade é Louisburg. O condado possui uma área de 1 281 km² (dos quais 7 km² estão cobertos por água), uma população de 47 260 habitantes, e uma densidade populacional de 37 hab/km² (segundo o censo nacional de 2000). O condado foi fundado em 1799.